# La Petite-Pierre
La Petite-Pierre är en kommun i departementet Bas-Rhin i regionen Grand Est (tidigare regionen Alsace) i nordöstra Frankrike. Kommunen ligger i kantonen La Petite-Pierre som tillhör arrondissementet Saverne. År 2022 hade La Petite-Pierre 599 invånare.

## Befolkningsutveckling
Antalet invånare i kommunen La Petite-Pierre
| Referens: INSEE |